# Grancrest Senki
Grancrest Senki (グランクレスト戦記 Gurankuresuto Senki) es una serie de novelas ligeras escritas por Ryo Mizuno e ilustradas por Miyū. Fujimi Shobō ha publicado ocho volúmenes desde el 20 de agosto de 2013 bajo su imprenta Fujimi Fantasia Bunko. Una adaptación a manga con arte de Makoto Yotsuba comenzó su serialización en junio de 2016 en la revista Young Animal de Hakusensha. Una adaptación a anime fue anunciada a estrenarse en enero de 2018.

## Argumento
En el continente ficticio de Atlatan, amenazado por demonios de otra dimensión llamada Caos, la nobleza contraatacó utilizando las Insignias Mágicas, lo que les dio poderes sobrehumanos. Sin embargo, en lugar de unir fuerzas para acabar con el Caos, los nobles luchan entre sí para obtener más poderes, tierras e insignias, divididos entre dos grandes bandos: la Alianza de Ateliers y la Unión Poética Ilusoria. La historia se centra en Siluca Meletes, una joven maga que desprecia a los señores de la lucha por abandonar a su pueblo y Theo Cornaro, caballero errante y poseedor de una Insignia que está tratando de liberar a su pueblo, Sistina, de su tirano. Uniéndose fuerzas, Siluca, Theo y sus aliados luchan juntos para terminar las guerras entre la nobleza y el fin del Caos.

## Personajes
Theo Cornaro (テオ・コルネーロ Teo Korunēro?)
Seiyū: Kentarō Kumagai
Protagonista de la historia. Es un caballero aventurero que busca de una manera u otra liberar a Sistina, su pueblo natal, de su tirano gobernante. Theo es conocido por su gran valor, determinación y honor a la hora de enfrentarse, lo que le valió el apoyo tanto de Siluca como el de sus aliados. Su estima hacia Siluca es tal que fue capaz de renunciar a sus títulos para no separarse. Tras derrotar al rey de Dartagnia, Mirza Kooches, es reconocido primero como el líder del acuerdo de Altook, después, como portador del Santo Grial tras la muerte de Priscilla y luego, tras el Pacto de Paz Imperial, como nuevo emperador.
Siluca Meletes (シルーカ・メレテス Shirūka Meretesu?)
Seiyū: Akari Kitō
La otra protagonista. Una joven hechicera cansada de los constantes enfrentamientos entre la Alianza y la Unión, decepcionada por no haber podido proteger a los Archiduques en la Tragedia del Auditorio donde iban a casarse los herederos de ambas facciones (Alexis Deux y Marrine Kreische). Tras el incidente, Siluca iba a pactar sus servicios con el gobernante de Altook, Villar Constance, pero al ver el noble objetivo de Theo, decide pactar con él. Hija adoptiva del líder de la Escuela de Magos, Aubeste Meletes, asesora  a Theo además de que se enamora de él, siendo su esposa al momento de invocar el Emblema Imperial Grancrest.
Irvin (アーヴィン Āvin?)
Seiyū: Yuichi Nakamura
Es un Sellador de Caos (puede detectarlo y absorberlo), que en el pasado trabajaba como guardia personal de los Archiduques, hasta la Tragedia del Auditorio. Abandonó su puesto y se ofreció como guardaespaldas de Siluca, y posteriormente, de Theo. Sus habilidades son comparablesa la de los Ninjas.
Priscilla Farnese (プリシラ Purishira?)
Seiyū: Natsumi Takamori
Una sacerdotisa de la Orden religiosa del Crest. Ella tiene el mismo apellido que el difunto Papa. Priscilla expresa su esperanza de que pueda ayudar a Lord Theo con, lo que ella ve como, su "batalla divina para someter al Caos". Ella tiene una cresta tridimensional llamada El Santo Grial que usa para sanar personas. Cuando Siluca comienza a expresar una posible conexión familiar, Priscilla la silencia educadamente. Sacrifica su vida con tal de que el Imperio no entre en guerra con la Iglesia, tras dejarse asesinar por el Papa para demostrar este de que ella no era la verdadera portadora del Santo Grial, el cual tras su muerte es entregado a Theo.
Aishela (アイシェラ Aishera?)
Seiyū: Reina Ueda
Amiga de años de Siluca, y otra Selladora de Caos, es convocada por la hechicera para unirse a ella y Theo en los combates. Es sádica y pervertida, en especial con los jóvenes soldados. Luego se revela que es otra hija adoptiva de Aubeste. Pierde su insignia del Caos tras proteger a Siluca de ella misma, renunciando a la orden de Pandora. 
Lassic David (ラシック・ダビッド Rashikku Dabiddo?)
Seiyū: Satoshi Hino
Gobernante de Savis, uno de los feudos cercanos a los de Theo, que tras ser derrotado por éste, reconoce sus ideales y honor y le ofrece lealtad. Recibe los títulos de Theo cuando él y Siluca se subordinan ante Villar. Fue el primer líder del Tratado de Altook por indicación de Theo hasta que este último derrotó a Mirza. Recibe el apodo de "Asesino de Gigantes" después de matar a un cíclope gigante en el asedio final a Elam, junto con sus guardaespaldas y mago.
Villar Constance (ヴィラール・コンスタンス Virāru Konsutansu?)
Seiyū: Takahiro Sakurai
Es el gobernante del reino de Altook, uno de los principales de la Unión, y primo de Marrine. Conocido por su predilección por las hechiceras jóvenes, pacta con ellas hasta que cumplen 25 años. Original pactador de Siluca, subordina a ella y Theo para mostrar unidad ante la Alianza. Muere asesinado por su propia prima en la toma de Altook por parte de la Alianza.
Alexis Deux (アレクシス・ドゥーセ Arekushisu Dūse?)
Seiyū: Yuichi Iguchi
Heredero del Archiduque de la Unión, es un romántico y pacifista, aunque también un muy buen estratega, el cual se enamoró perdidamente de Marrine, la cual, tras muestras de amor correspondió. Deprimido tras la boda frustrada por la Tragedia del Auditorio, busca por todos los medios de hacer las paces con la Alianza y recuperar a su amada. Considera a Theo su mejor amigo, quien lo convence de detener a Marrine y reconciliarse, poniéndole fin a la Guerra entre la Unión y la Alianza. Theo lo nombra nuevo emperador tres años después del Acuerdo de Paz Imperial.
Marrine Kreische (マリーネ・クライシェ Marīne Kuraishe?)
Seiyū: Ai Kayano
Heredera del Archiduque de la Alianza, es su actual líder. Desconfió de la Unión tras la Tragedia del Auditorio y mantiene su posición hostil ante ella, muy a pesar de que extraña a Alexis y lamenta que su boda se haya interrumpido. Sin embargo, Theo la convence de que la guerra entre Unión y Alianza no evitará la propagación del Caos y que debe compartir la responsabilidad con Alexis y se reconcilian. 3 años después del Acuerdo de Paz Imperial, Marrine se casa con Alexis y se convierte en la nueva emperatriz junto con el.

## Medios

### Novela ligera
El primer volumen de la novela ligera comenzó a publicarse el 20 de agosto de 2013 en Fujimi Shobō bajo su imprenta Fujimi Fantasia Bunko. 8 volúmenes han sido publicados hasta noviembre de 2016.
Una serie spin-off de novelas ligeras, escritas por Ryo Mizuno y Notane Kaki e ilustradas por Ayumu Kasuga respectivamente, titulada Grancrest Adept: Mushoku no Seijo, Soen no Kenshi (グランクレスト・アデプト 無色の聖女、蒼炎の剣士) comenzó a publicarse el 20 de septiembre de 2013 bajo el sello Fujimi Shobō.
| Núm. | Título                                                 | Fecha de publicación    | ISBN                   |
| ---- | ------------------------------------------------------ | ----------------------- | ---------------------- |
| 1    | Niji no Majo Shirūka 虹の魔女シルーカ                  | 20 de agosto de 2013    | ISBN 978-4-04-071114-0 |
| 2    | Tokoyami no Jōshū, Jinrō no Joō 常闇の城主、人狼の女王 | 20 de diciembre de 2013 | ISBN 978-4-04-712978-8 |
| 3    | Hakua no Kōshi 白亜の公子                              | 19 de julio de 2014     | ISBN 978-4-04-070199-8 |
| 4    | Shikkoku no Kōjō 漆黒の公女                            | 20 de enero de 2015     | ISBN 978-4-04-070200-1 |
| 5    | Shisutina no Kaihōsha (Jō) システィナの解放者(上)      | 18 de julio de 2015     | ISBN 978-4-04-070650-4 |
| 6    | Shisutina no Kaihōsha (Ge) システィナの解放者(下)      | 19 de diciembre de 2015 | ISBN 978-4-04-070649-8 |
| 7    | Futatsu no Michi ふたつの道                            | 20 de mayo de 2016      | ISBN 978-4-04-070885-0 |
| 8    | Ketsui no Senjō 決意の戦場                             | 19 de noviembre de 2016 | ISBN 978-4-04-070886-7 |
| 9    | Kessen no Toki 決戦の刻                                | 20 de octubre de 2017   | ISBN 978-4-04-070887-4 |
| 10   | Shiso Koutei Teo 始祖皇帝テオ                          | 20 de marzo de 2018     | ISBN 978-4-04-072648-9 |

### Anime
Una adaptación a anime fue publicada durante el primer semestre de 2018, estrenándose el 6 de enero, y concluyendo el 23 de junio, dividida en 24 episodios más un episodio de resumen a mitad de temporada.

#### Lista de episodios
| Episodio | Título                                                                      | Fecha de emisión original |
| --- | --------------------------------------------------------------------------- | ------------------------- |
| 1 | «El Pacto» «Keiyaku» (契約)                                                 | 6 de enero de 2018        |
| El continente está dividido por una guerra que lleva años en pie. El encuentro fortuito de Siluca, una maga, y Theo, un guerrero, podría cambiarlo todo.                                         |                                                                             |                           |
| 2 | «Ambición» «Yashin» (野心)                                                  | 13 de enero de 2018       |
| Las regiones cercanas se han enterado de la llegada de Theo como soberano y algunas se disponen a invadir su región porque lo consideran un rival asequible.                                     |                                                                             |                           |
| 3 | «Bandera de Batalla» «Senki Hata» (戦旗)                                    | 20 de enero de 2018       |
| Siluca lo tiene todo absolutamente planeado para llevar a cabo la ambición de Theo, pero parece que no ha tomado muy en cuenta los sentimientos de su soberano.                                  |                                                                             |                           |
| 4 | «Decisión» «Ketsudan» (決断)                                                | 27 de enero de 2018       |
| Todo apunta a que los planes de Siluca no saldrán tal y como ella esperaba, pues las negociaciones están siendo muy duras. Eso le hará tener que buscar alternativas.                            |                                                                             |                           |
| 5 | «El Bosque de Oscuridad Eterna» «Tokoyami no Mori» (常闇の森)               | 3 de febrero de 2018      |
| Después de que Theo y Siluca cambiaran radicalmente de planes, tendrán que acudir a un bosque en nombre de Villar para aplacar un problema entre vampiros y hombres lobo.                        |                                                                             |                           |
| 6 | «Marcha» «Shingun» (進軍)                                                   | 10 de febrero de 2018     |
| Como preludio a una reunión entre soberanos, la historia nos mostrará con más detalle la relación personal que existe entre Villar y Margaret.                                                   |                                                                             |                           |
| 7 | «El Noble de Caliza» «Hakua no Kōshi» (白亜の公子)                          | 17 de febrero de 2018     |
| Gracias a sus progresos en el campo de batalla, Theo y los demás acudirán a una importante reunión llena de nobles. Allí conocerán a gente muy importante de las altas esferas.                  |                                                                             |                           |
| 8 | «Danza en la Reunión» «Kaigi wa Odoru» (会議は踊る)                         | 24 de febrero de 2018     |
| La historia hace un breve parón y se centra en cómo se conocieron Alexis y Marrine y, sobre todo, cómo comenzó ese amor que parece que nunca llegará a buen puerto.                              |                                                                             |                           |
| 9 | «La Noble Azabache» «Shikkoku no Kōjo» (漆黒の公女)                         | 3 de marzo de 2018        |
| El conflicto sigue armado y los ejércitos de ambos bandos luchan al máximo de su capacidad. Mientras tanto, los peones del tablero se mueven de formas sorprendentes.                            |                                                                             |                           |
| 10 | «La Hoja de la Traición» «Uragiri no Ha» (裏切りの刃)                       | 10 de marzo de 2018       |
| Hay augurios de una batalla todavía mayor en ciernes. Y los problemas de Villar no hacen sino aumentar debido al cambio de bando de Mirza.                                                       |                                                                             |                           |
| 11 | «El Castillo Narval Cae» «Ikkakujū-jō, Otsu» (一角獣城, 落つ)               | 17 de marzo de 2018       |
| La situación es realmente crítica para Villar y sus allegados, puesto que el ataque de Marrine y su ejército parece ser un verdadero peligro para todo Altook.                                   |                                                                             |                           |
| 11.5 | «Reminiscencia» «Tsuisō» (追想)                                             | 24 de marzo de 2018       |
| Episodio resumen de la historia hasta el momento narrado por Siluca. |                                                                             |                           |
| 12 | «Formulación de un Tratado» «Jōyaku Kessei» (条約結成)                      | 31 de marzo de 2018       |
| La tragedia en la familia Constance pondrá el equilibrio de la batalla en un grave riesgo. Para evitarlo, en la Unión deberán encontrar un modo de frenar a Marrine.                             |                                                                             |                           |
| 13 | «De Vuelta a Casa» «Furusato e» (故郷へ)                                    | 7 de abril de 2018        |
| Theo y sus compañeros regresan a Sistina para acabar con la tiranía de los Rossini, pero no parece que todo vaya a ser tan fácil como ellos creían en un principio.                              |                                                                             |                           |
| 14 | «Los Libertadores de Sistina» «Shisutina no Kaihō-sha» (システィナの解放者) | 14 de abril de 2018       |
| Theo, Siluca y el resto siguen adelante con su campaña para acabar con los Rossini. Esta vez deberán hacer frente a Doni y su enorme ejército.                                                   |                                                                             |                           |
| 15 | «Retorno» «Kikan» (帰還)                                                    | 21 de abril de 2018       |
| Theo ha conseguido acabar con la tiranía de la familia Rossini y con la Bruja Negra, pero los peligros siguen acechando, especialmente por culpa de Mirza.                                       |                                                                             |                           |
| 16 | «Avanzada» «Zenshō» (前哨)                                                  | 28 de abril de 2018       |
| Mirza ha decidido liderar la ofensiva contra Theo, pero parece que no todo va a ser tan sencillo como lo tenía planeado.                                                                         |                                                                             |                           |
| 17 | «Rivales» «Ryōyū» (両雄)                                                    | 5 de mayo de 2018         |
| La ofensiva de Mirza avanza por el campo de batalla sin freno, y su objetivo prioritario es la vida de Theo Cornaro para acabar con todo cuanto antes.                                           |                                                                             |                           |
| 18 | «Líder» «Meishu» (盟主)                                                     | 12 de mayo de 2018        |
| Tras la victoria de Theo y su ejército llega un breve periodo de celebración y paz, pero es hora de dar el siguiente paso para poner fin a la guerra.                                            |                                                                             |                           |
| 19 | «El Despertar del Joven Noble» «Kimiko Kakusei» (公子覚醒)                  | 19 de mayo de 2018        |
| Pese a todas las dudas y los temores, Alexis finalmente decide tomar parte activa en la batalla.                                                                                                 |                                                                             |                           |
| 20 | «Combate a Tres Bandas» «San seiryoku Kaisen» (三勢力会戦)                  | 26 de mayo de 2018        |
| Va a comenzar la batalla final entre los ejércitos de Alexis y Marrine. ¿Realmente es necesario un baño de sangre cuando las posturas en realidad están tan cercanas?                            |                                                                             |                           |
| 21 | «Purga» «Shukusei» (粛清)                                                   | 2 de junio de 2018        |
| Parecía que llegaría la paz tras el final de la batalla, pero la Asociación de Magos se ha rebelado y se ha mostrado hostil hacia la nueva alianza forjada, así que habrá que luchar nuevamente. |                                                                             |                           |
| 22 | «Santo Grial» «Seihai» (聖杯)                                               | 9 de junio de 2018        |
| Antes de comenzar la guerra contra la Asociación de Magos, hay que resolver un conflicto con la Iglesia del Santo Emblema, quien duda de la aptitud de Theo como emperador.                      |                                                                             |                           |
| 23 | «Muralla» «Jōheki» (城壁)                                                   | 16 de junio de 2018       |
| Acabar con el gigante de un ojo legendario, Cyclops, no es una tarea fácil, y perder muchos hombres en hacerlo caer no es una opción. Es entonces cuando Lassic decide que lo hará caer él solo. |                                                                             |                           |
| 24 | «Emblema Sagrado Imperial» «Kōtei Seiin» (皇帝聖印)                         | 23 de junio de 2018       |
| Theo y sus compañeros se encuentran frente al rey vampiro para acabar con él y dar un paso más para acabar con la Época de Caos.                                                                 |                                                                             |                           |